# Apostolischer Nuntius in Kenia
Der Apostolische Nuntius in Kenia ist der ständige Vertreter des Heiligen Stuhles (also des Papstes als Völkerrechtssubjekt) bei der Regierung der Republik Kenia.

## Geschichte der Nuntiatur
Die diplomatischen Beziehungen zwischen dem Heiligen Stuhl und der Republik Kenia wurden 1965 aufgenommen. Am 27. Oktober desselben Jahres errichtete Papst Paul VI. mit der Apostolischen Konstitution Quantum utilitatis die Apostolische Nuntiatur Kenia. Bis 1996 trug der ständige Vertreter des Heiligen Stuhles in Kenia den Titel eines Apostolischen Pro-Nuntius. Seit 2013 ist der Apostolische Nuntius in Kenia auch als Nuntius im Südsudan tätig.
Der Apostolische Nuntius hat den Rang eines Botschafters. Die Nuntiatur hat ihren Sitz in der Hauptstadt Nairobi.

## Verzeichnis der Nuntien in Kenia

### Apostolische Pro-Nuntien in Kenia
- Guido del Mestri (27. Oktober 1965 – 9. September 1967, dann Apostolischer Delegat in Mexiko)
- Pierluigi Sartorelli (9. November 1967 – 16. Januar 1976)
- Agostino Cacciavillan (17. Januar 1976 – 9. Mai 1981, dann Apostolischer Pro-Nuntius in Indien)
- Giuseppe Ferraioli (21. Juli 1981 – 1982, dann Mitarbeiter im Staatssekretariat des Heiligen Stuhls)
- Clemente Faccani (27. Juni 1983 – 31. Dezember 1995)

### Apostolische Nuntien in Kenia
- Giovanni Tonucci (9. März 1996 – 16. Oktober 2004, dann Apostolischer Nuntius in Schweden)
- Alain Lebeaupin (14. Januar 2005 – 23. Juni 2012, dann Apostolischer Nuntius bei der Europäischen Union)
- Charles Daniel Balvo (17. Januar 2013 – 21. September 2018, dann Apostolischer Nuntius in Tschechien)
- Hubertus van Megen (seit 16. Februar 2019)